# Pikku Kontojärvi (sjö i Vindala, Södra Österbotten, Finland)
Pikku Kontojärvi och Iso Kontojärvi är sjöar i Finland. De ligger i kommunen Vindala i landskapet Södra Österbotten, i den centrala delen av landet, 300 km norr om huvudstaden Helsingfors. Pikku Kontojärvi ligger 128 meter över havet. Arean är 7,8 hektar och strandlinjen är 1,11 kilometer lång. Sjön  ingår i Kronoby å huvudavrinningsområde. 